# دانیلون
دانیلون (به انگلیسی: Danielone) با فرمول شیمیایی C۱۰H۱۲O۵ یک ترکیب شیمیایی با شناسه پاب‌کم ۱۴۶۱۶۷ است. که جرم مولی آن 212.19 g/mol می‌باشد. 